# John William Salisbury
John „Jack“ William Salisbury (* 6. Februar 1933; † 14. Oktober 2020 in Palm Coast, Florida) war ein US-amerikanischer Astronom. Salisbury arbeitete an grundlegenden Fragestellungen der Fernerkundung und Spektroskopie. Seine Forschung war maßgeblich für die Erkundung der Mondoberflächenbeschaffenheit und die Entwicklung der Apollo 11 Landestufe.

## Leben und Forschung
Salisbury studierte am Amherst College und schloss als Phi Beta Kappa ab. Dort lernte er seine Frau Lynne Trowbridge kennen, die er später heiratete. Aus der Ehe entstanden die beiden Söhne John (1960) und Matt (1965). Nach seinem Doktortitel und einer Zeit bei der US-Luftwaffe begann er beim Air Force Civilian Research Laboratory in Hanscom zu arbeiten. Dort forschte er zur Entwicklung neuer Fernerkundungstechnologien im nahen und mittleren Infrarotbereich, die Oberflächeneigenschaften des Mondes zu ergründen. Diese Arbeit gilt als ein wesentlicher Bestandteil der Konstruktion der Mondlandefähre für die Apollo-11-Mission. Während der Berichterstattung über die Mondlandung 1969 trat er an der Seite von Walter Cronkite im Fernsehen auf.
1975 begann Salisbury seine Arbeit bei der Energy Research and Development Administration und später beim US-Energieministerium. Nach vielen Jahren dort lehrte er an der Johns Hopkins University geologische Fernerkundung. Im Ruhestand siedelte er 1997 gemeinsam mit seiner Frau, die 2008 verstarb, nach Palm Coast um. Im Alter von 87 Jahren zog er sich vollständig zurück.

## Veröffentlichungen (Auswahl)
- Salisbury, J. W., & D'Aria, D. M. (1992). Emissivity of terrestrial materials in the 8–14 μm atmospheric window. Remote sensing of Environment, 42(2), 83-106.
- Salisbury, J. W., & Wald, A. (1992). The role of volume scattering in reducing spectral contrast of reststrahlen bands in spectra of powdered minerals. Icarus, 96(1), 121-128.
- Salisbury, J. W., & Walter, L. S. (1989). Thermal infrared (2.5–13.5 μm) spectroscopic remote sensing of igneous rock types on particulate planetary surfaces. Journal of Geophysical Research: Solid Earth, 94(B7), 9192-9202.